# Rámcování
Rámcování je koncept, který se nachází na poli sociálních věd, ekonomie a psychologie. Zabývá se odlišným vnímáním reality a tvorbou subjektivních rámců, které tuto realitu popisují. Problematikou se ve své knize Frame Analysis zabýval Erving Goffman. Tento koncept experimentálně potvrdil Daniel Kahneman a Amos Tversky.

## Typy rámcování

### Rétorické rámcování
Rámcování a rámce v rétorice jsou mentální struktury, které mohou být do vědomí vyvolané pomocí konkrétních slov, které tyto struktury aktivují a tím aktivují i pojmový rámec, který se k danému slovu váže. Fenoménem rámcování v lingvistice se zabýval profesor Jim A. Kuypers, který publikoval roku 1997 knihu zabývající se analýzou rámování z rétorické perspektivy. Kuypers předpokládá, že rétorické rámce jsou mocná jádra, která jsou schopna nás přimět vidět skutečnost (události, lidi, situace…) v subjektivním světle daných informací, které jsou s rámcem spojeny. Slova, která jsou podpořena konkrétním rámcem jsou pro naše vědomí výraznější a častěji se na ně zaměříme.
Rétorickému rámování se věnuje také americký lingvista George Lakoff, který je známý pro svůj úkol: „Nemyslete na slona“, který spočívá ve faktu, že ačkoliv dostaneme zadáno, abychom na slona nemysleli, je prakticky nemožné si jej ve vědomí ihned nevybavit. Lakoff stejně jako Kuypers pracuje s myšlenkou pojmového rámcování, které je vázáno na daná slova. K rétorickému rámcování dochází prostřednictvím selekce, zdůrazňování, zamlčování a komentování.

### Rámcování v ekonomii
Tversky a Kahneman (1981) demonstrovali systém preferencí lidí zakládající se na rámcování. K předvedení tohoto systému použili fenomén Asijské nemoci, ve kterém je stejný problém prezentován jinými způsoby. Účastníci byli požádáni, aby si představili, že do Spojených států míří vzácná Asijská nemoc a očekává se 600 mrtvých. Byly jim předloženy dva plány pro vypořádání se s nemocí.
První skupina 600 účastníků dostala na vybranou mezi:
- Program A: "200 lidí bude zachráněno"
- Program B: "je šance 1/3, že bude 600 lidí zachráněno a 2/3 šance, že nikdo zachráněn nebude"

72 % účastníků zvolilo plán A (zbylých 28 % zvolilo B).
Druhá skupina se 600 účastníky měla zvolit mezi:
- Program C: "400 lidí zemře"
- Program D: "je šance 1/3, že nikdo nezemře a 2/3 šance, že zemře 600 lidí"

V tomto rámci volilo 78 % účastníků program D a 22 % program C.
Programy A a C jsou shodné, stejně jako program B a D. Rozdíl v rozhodování byl způsobem udáním počtu zachráněných životů, možnosti A a C, které účastníci preferovali, na rozdíl od možností B a D, které primárně hovořily o smrti. "Rámec života" v člověku vyvolává příjemnější pocity a proto se k němu automaticky upíná na rozdíl od možnosti pojednávající o smrti. V tomto úkolu nedochází k racionálnímu zhodnocení situace a jedinec se upíná na subjektivní rámec.

### Rámcování a sociální hnutí
Sociální hnutí, jakožto interakce individuí, skupin, nebo organizací sdílející ideologie a přesvědčení s procesem rámcování úzce souvisí. Rámcování je založeno na specifickém vnímaní reality daným pozorovatelem, proto se dá použít právě při vysvětlení vzniku sociálních hnutí. Sociální hnutí jsou úspěšná, když jednotlivá rámcování účastníků korespondují a tím hnutí posilují.

### Přerámcování
Přerámcování neboli kognitivní restrukturalizace je jev, který mění vnímání člověka za účelem přehodnocení většinou irelevantního obrazu o světě. Často se používá v kognitivně behaviorální terapii při léčbě deprese a maladaptivního chování, ovšem u člověka může dojít k "negativnímu" přerámcování, tedy člověka poškozujícímu .
K přerámcování může dojít za účelem změny vnímání, ale také v případě, kdy rámec pro danou věc není ještě pevně vytvořen.